# Hans Chiari
Hans Chiari (4. rujna, 1851. − 6. svibnja, 1916.) bio je austrijski patolog. Bio je sin ginekologa Johann Baptist Chiaria (1817–1854) i brat laringologa Ottokar Chiaria (1853–1918). 
Hans Chiari studirao je medicinu u Beču, gdje je bio asistent Karl Freiherr von Rokitansky (1804–1878) i Richard Ladislaus Heschl (1824–1881). 
Bio je neredoviti profesor na Sveučilištu u Pragu, a 1906. je preselio na Sveučilište u Strasbourgu gdje je bio profesor patološke anatomije. Godine 1891. opisao je malformaciju u mozgu, koja je kasnije po njemu i njemačkom patologu Julius Arnold (1835–1915) nazvana Arnold-Chiarijeva malformacija. Budd-Chiarijev sindrom uzrokovan poremećajem krvnih žila jetre nazvan je po Chiariju, te britanskom liječniku George Buddu (1808–1882). Chiari je poznat i po opisu Chiarijeve mreže, embrijskog ostatka u desnom atriju srca, prvi put opisanom 1897.